# Isabelle This Saint-Jean
 (février 2012).
Si vous disposez d'ouvrages ou d'articles de référence ou si vous connaissez des sites web de qualité traitant du thème abordé ici, merci de compléter l'article en donnant les références utiles à sa vérifiabilité et en les liant à la section « Notes et références ».
Isabelle This Saint-Jean, née This le 28 mai 1963 à Suresnes, est une économiste et ancienne femme politique française.
Elle est actuellement professeure à l'université Sorbonne Paris Nord et chercheuse au CEPN. Elle a été Vice-présidente de la région Ile-de-France et conseillère régionale. Elle a également été présidente de l'association Sauvons La Recherche, membre de la direction collégiale du Parti Socialiste et Secrétaire nationale (enseignement supérieur et recherche; environnement, énergie et biodiversité; Études).

## Biographie

### Famille
Elle est la fille de Bernard This (1928-2016), psychiatre et psychanalyste proche de Françoise Dolto, et de Claude Jacquemin, également psychanalyste. Elle est aussi la sœur d'Hervé This et de Bruno This.

### Carrière universitaire
Elle est titulaire d’un doctorat en sciences économiques à l’université Panthéon-Sorbonne (« Anticipations et croyances auto réalisatrices. Indétermination ou prise en compte des « facteurs psychologiques » en économie », 1994) et d'une habilitation à diriger des recherches à l’université Panthéon-Sorbonne ("Contribution à une épistémologie de l'économie", 2004). Après ses premiers travaux en épistémologie de l'économie (notamment sur les modèles d'équilibre général avec anticipations rationnelles) et en sociologie économique, elle travaille actuellement sur les politiques économiques et les finances publiques. Elle tient des chroniques régulières dans Alternatives économiques.
Professeure de sciences économiques à l'université Sorbonne-Paris-Nord, cette universitaire, ancienne présidente du collectif « Sauvons la recherche » (SLR), a été vice-présidente du conseil régional d'Île-de-France chargée de l'enseignement supérieur et de la recherche et vice-présidente de la commission « enseignement supérieur, recherche et innovation » de l’Association des régions de France, puis conseillère régionale jusqu'en 2020. Isabelle This Saint-Jean a également été présidente du GIP Genopole de septembre 2014 à décembre 2015 et membre de divers conseils d'administration : Centre national des œuvres universitaires et scolaires (CNOUS), Observatoire national de la vie étudiante (OVE), Conseil national de la culture scientifique et technique, etc.
Isabelle This Saint-Jean est économiste, professeur à l'université Sorbonne-Paris-Nord, chercheuse au CEPN (UMR CNRS / USPN). Elle a été maître de conférences à l’université Paris 1 Panthéon-Sorbonne de 1994 à 2004, puis professeur à l’université du Littoral-Côte-d'Opale (ULCO) de 2004 à 2007, avant de rejoindre l’université Sorbonne-Paris-Nord où elle enseigne toujours. Elle a exercé de multiples responsabilités universitaires (membre de divers conseils scientifiques, conseils d'administration, secrétaire du Conseil national des universités (section 5), direction de département, etc.).

### Activités politiques
Elle a été membre du conseil national et après avoir été secrétaire nationale chargée de l'enseignement supérieur et de la recherche du Parti socialiste, secrétaire nationale chargée de l'environnement, de l'énergie et de la biodiversité, puis secrétaire nationale chargée des études (2014-2022). Elle a par ailleurs été conseillère municipale de Versailles de 2014 à 2016, après avoir mené la liste « Le progrès pour Versailles » liste d'opposition divers gauche. Elle était candidate aux élections régionales des 14 et 21 mars 2010, en seconde position sur la liste du Parti socialiste dans les Yvelines et a été désignée vice-présidente du Conseil régional d'Île-de-France chargée de l'enseignement supérieur et de la recherche dans l'exécutif de Jean-Paul Huchon de 2010 à 2015. En juillet 2011, elle intègre l'équipe de campagne de Martine Aubry pour les primaires de gauche afin de désigner le candidat à l'élection présidentielle de 2012, chargée de la thématique « Recherche et Universités ». Elle devient ensuite conseillère auprès de Vincent Peillon[réf. souhaitée] pour l'enseignement supérieur et la recherche dans le cadre de la candidature de François Hollande à l'élection présidentielle. En 2012, elle est candidate aux élections législatives dans la première circonscription des Yvelines pour le Parti socialiste. En 2014, elle est candidate aux élections municipales à Versailles pour le Parti socialiste. Elle prend la tête de la liste "Le progrès pour Versailles". En tandem avec Gilles Pargneaux, elle est chargée du projet « Écologie, Environnement et Transition énergétique » dans la campagne de Vincent Peillon pour la primaire citoyenne de 2017. Elle est également membre de son comité politique de campagne. En juillet 2017, elle intègre la direction collégiale du PS.

### Autres engagements
Elle a présidé l'association SLR (Sauvons la recherche) à partir de décembre 2008 et a été particulièrement active lors du mouvement de protestation des enseignants-chercheurs de 2009[réf. souhaitée]. Elle était vice-présidente de l'association depuis l'été 2008.

## Principaux travaux
- Anticipations et croyances autoréalisatrices. Indétermination ou prise en compte des « facteurs psychologiques » en économie, thèse, Université Paris 1 Panthéon-Sorbonne, 1994.
- « La Construction d'un concept. Des prophéties autoréalisatrices de Merton au concept général d'autoréalisation », Économies et Sociétés, série Œconomia, Histoire de la pensée, P.E. no 19, 4, 1994, p. 161-199.
- « Problèmes épistémologiques liés à l'autoréalisation des théories et des prévisions économiques », Revue économique, 47 (3), mai, 1996, p. 555-565.
- Les mathématiques de la microéconomie, en collaboration avec Bernard Guerrien, Economica,  (ISBN 2 717835644).
- « Le concept d'autoréalisation: de la sociologie à l'économie », Social Science Information, 37 (2), juin, 1998, p. 255-273.
- « Action économique et structure sociale : le problème de l’encastrement », in Granovetter M., Le Marché autrement – Essais, Paris, Desclée de Brouwer, 2000.
- Contribution à une épistémologie de l'économie, Habilitation à diriger les recherches, Université paris 1 Panthéon Sorbonne, 2004.
- (en) "Authority and Power in Economic and Sociological Approaches of Interpersonal Relations: From Interactions to Embededness", en collaboration avec Bernard Gazier, in B. Gui et R. Sugden (eds), Economics and Sociability: Accounting for Interpersonnal Relations', Cambridge University Press, 2005.
- Histoire et méthodes de la sociologie économique", numéro spécial de L'année sociologique, Vol. 55, 2005/2, en collaboration avec P. Steiner (eds.).
- « Introduction générale » (avec Ph. Steiner), L'année sociologique, Vol. 55, 2005/2, p. 273-275.
- « Peut-on définir la sociologie économique », L'année sociologique, Vol. 55, 2005/2, p. 307-326.
- « Valeur fondamentale et bulles rationnelles », in Brian, E., Grenier, J.-Y. et Walter, C. (dir.), Pour en finir avec la valeur fondamentale, Springer, 2008.
- « Autoréalisation et communication en économie », Hermès, 44, 2006, p. 191-197.
- (en) "Is Homo oeconomicus a "Bad Boy""?, in S. Dow, M. Klaes et R. Arena (eds.), Economics in relation to other disciplines, Routledge, 2009.
- « Postface », à Granovetter M., Sociologie économique, Paris, Le Seuil, 2008.